# 库都尔林业局
库都尔林业局是一个位于中华人民共和国内蒙古自治区牙克石市的类似乡级单位，亦是中国内蒙古森林工业集团所属的一个林业局。
库都尔林业局于1953年建局，位于大兴安岭中部，岭东属鄂伦春自治旗，岭西属牙克石市，总面积502646公顷，其中有林地面积42.9万公顷，活立木总蓄积3662万立方米，森林覆盖率88%。

## 行政区划
库都尔林业局下辖以下单位：
岩山森林管护所、哈牙世德森林管护所、新帐房森林管护所、里新河森林管护所、小九亚森林管护所、爱林森林管护所、原林森林管护所、育林森林管护所。